# Mât de KVLY-TV
Le mât de KVLY-TV (anciennement mât de KTHI-TV) est un mât de télédiffusion situé dans le Dakota du Nord, aux États-Unis, construit par la Kline Iron and Steel company et utilisé par la chaîne 11 de la station KVLY de Fargo. Il fut jusqu'en 2008 la structure artificielle la plus haute du monde. 

## Situation

Localisation du mât de KVLY-TV.

Le mat est situé près de la localité de Blanchard, dans le comté de Traill, à l'extrémité orientale du Dakota du Nord.

## Architecture
Avec ses 628,8 m de haut, il s'agit en 2015, de la quatrième plus haute structure terrestre au monde, et de la cinquième de l'Histoire. Lors de sa construction en 1963, le mât devient la plus haute structure du monde, mais il est supplanté en 1974 par la tour de transmission de Radio Varsovie. Lorsque celle-ci s'écroule en 1991, le mât reprend la première place en tant que plus haute structure du monde, place qu'il a occupée jusqu'au 27 mars 2008, jour où le Burj Khalifa l'a dépassé. Il passe ensuite à la quatrième place, à l'issue de la construction du Tokyo Sky Tree, et de la Tour Shanghai. Sa masse est d'environ 392 tonnes et avec ses haubans, cette antenne occupe une surface au sol d'environ 65 hectares.

## Construction

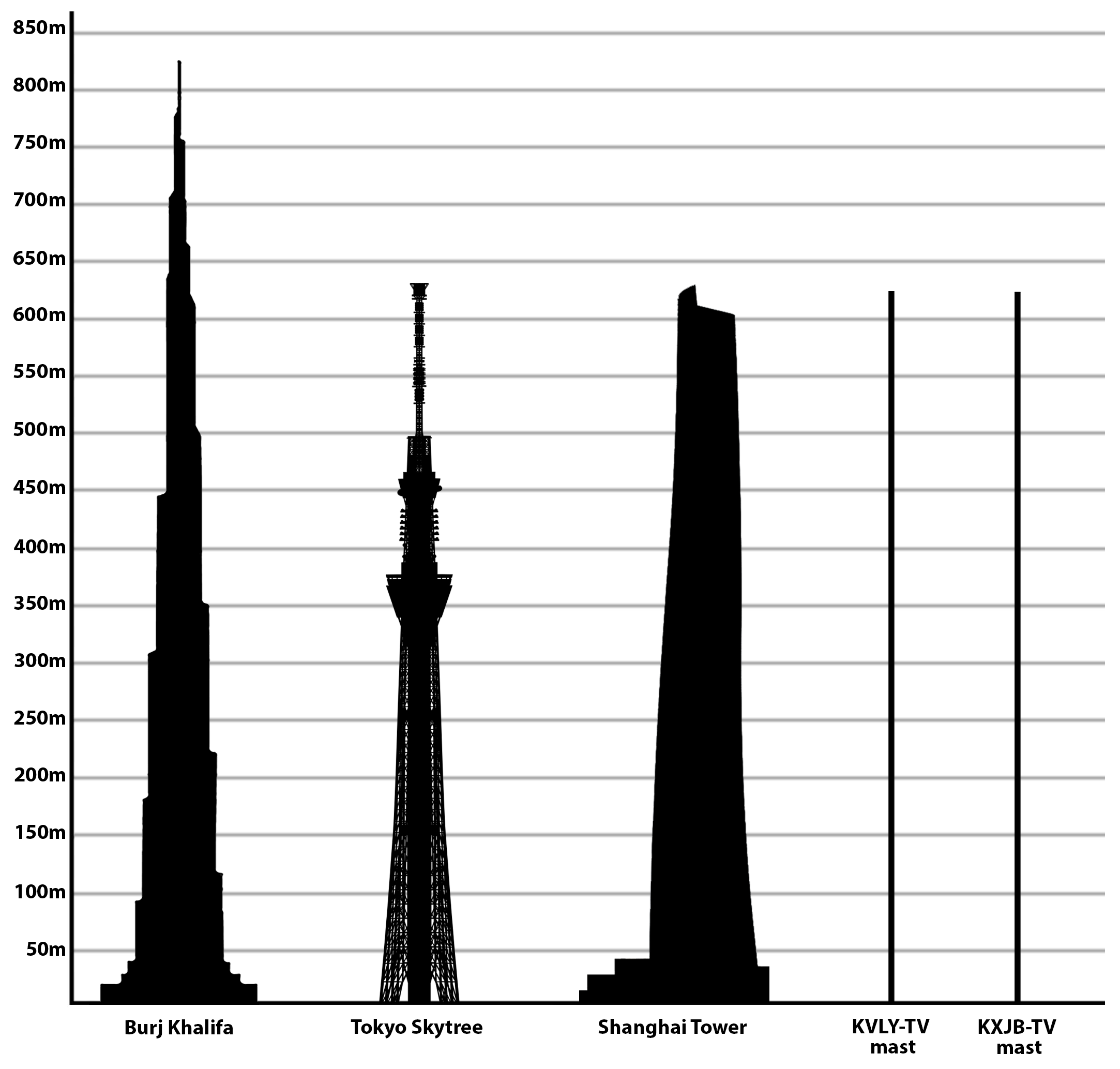
Comparaison entre le mât de KVLY-TV (en quatrième position) et les autres plus grandes structures du monde.

Le mât a été construit par la société Hamilton Erection Company d'York, en Caroline du Sud et Kline Iron and Steel. Il a été construit en trente jours, pour un coût de 500 000 dollars (d'une valeur de 3 911 413 $ de 2017). Il a été achevé le 13 août 1963.

## Données techniques
La tour se compose de deux parties : une tour en treillis de 590 m ; surmontée d'une antenne de transmission de 34 m. La hauteur totale atteint 623,8 m (soit 2046,59 pieds). L'antenne pèse 4,3 tonnes et la tour en treillis pèse 388 tonnes, ce qui donne un poids total de 392,1 tonnes. Elle occupe une surface au sol d'environ 0,65 km2 avec ses haubans,. Sa hauteur au-dessus du niveau moyen de la mer est de 928 m.

## Propriétaires
L'antenne est la propriété de Gray Television, basé à Atlanta, en Géorgie. Elle diffuse un signal d'une puissance de 356 kW sur le canal 44 de la station de télévision KVLY-TV (canal 11 PSIP, une filiale NBC/CBS) basée à Fargo. La tour a une zone de diffusion d'environ 25 000 km2 soit un rayon d'environ 89 km.
Lorsque le mât a été construit, la dénomination de la station de télévision pour laquelle il a été construit furent changées en KTHI, le "HI" se référant à la hauteur du mât. Le haut est accessible par un ascenseur de service pour deux personnes ou une échelle.

## Changement de la loi fédérale
Quelque temps après son achèvement, la commission fédérale des communications (FCC) et l'administration fédérale de l'aviation (FAA) imposèrent une règle qui stipule : « Bien qu'il n'y ait pas de limite de hauteur absolue pour les mats d'antennes, les deux organismes ont établi une présomption réfutable (en) contre des structures de plus de 2 000 pieds au-dessus du niveau du sol ». La FCC et la FAA peuvent approuver une structure plus grande dans des « cas exceptionnels ».